# TWWAプロレス中継
『TWWAプロレス中継』（ティーダブリューダブリューエー プロレスちゅうけい）は、1968年1月3日から1974年3月30日までTBS系列で放送されていたプロレス中継番組。国際プロレスの試合を中継していた。新聞などの番組広告では、単に「プロレス」と記載されることがあった。当初はモノクロ放送だったが、1970年4月22日からカラー放送となった（但し、同年9月30日はモノクロ放送）

## 歴史

### 前史
TBS（開局時はKRテレビ）は、開局間もない1955年9月4日に川崎球場で行われた「夏の国際大試合」から日本プロレスの試合中継を開始し、八欧電機（現：富士通ゼネラル）がスポンサーに付き、以降も日本プロレスの試合を特番枠で放送してきた。
しかし、1957年に開催される「世界選手権」の開催権を巡りKRテレビと日本テレビとの間で対立が起き、力道山は二者択一を迫られることになった。最終的に力道山は日本テレビに付き、力道山はKRテレビと絶縁することになり、同時に当時のKRテレビ編成局長で、後にTBS社長に就任する今道潤三は激怒し、KRテレビによる日本プロレス中継中止を関係部署に指示した（今道自体も、プロレスを嫌っていた）。
力道山の死後も『日本プロレス中継』（日本テレビ）の視聴率は衰えることがなかったため、TBSは日本テレビのプロレス中継における独占状態を崩すタイミングを見計らっていた。そのような中、日本プロレス取締役営業部長を務めた吉原功が1966年8月に退社して同年10月に国際プロレスを旗揚げし、かつ同年11月にTBS運動部長が鶴田全夫に交代したことから、1967年1月からTBS社内にもプロレス中継復活の機運が高まり、プロレス中継において社内合意に至った。

### 国際プロレス旗揚げ - レギュラー放送開始まで
TBSは国際プロレス社長の吉原にアントニオ猪木入団を要請したが、その後猪木は1967年4月に日本プロレスに復帰した。吉原と猪木は東京プロレスとの合同興行を巡って対立を起こしており、両者の関係は良くなかった。吉原も旗揚げ直後の1966年11月からTBSとフジテレビにテレビ中継開始を打診し、その結果TBSはフジテレビとのデットヒートの末、国際プロレスの試合放映権を獲得した。1967年9月11日にTBS本社で放映契約に関する契約の調印式が行われ、同年11月7日にTBSによる全国中継開始の記者会見が行われ「来年1月から毎週水曜日の19:00 - 19:55枠で中継開始」「グレート草津とサンダー杉山をエースとし、TBSの力でスターを秒単位で作ってみせる」と会見したと同時に、ブッカーとしてグレート東郷を迎え入れた。同年12月22日にはプロデューサーを務める森忠大が再度記者会見し、「放送する番組はTBSプロレスとする」「今回の開始は今道潤三社長の決断であり、系列局では『日本プロレス中継』を編成しざるを得ない状況の地域があり、これを阻止すべく自局でプロレス中継を開始する必要性に迫られた」などと会見した。放送時間を19時台に設定した理由は、「子供がチャンネル主導権を握っている時間帯に設定することで、プロレス中継を家族の時間とする試み」であった。森が作成した企画書には、参加予定の外国人選手として、ジン・キニスキー、ブルーノ・サンマルチノ、ディック・ザ・ブルーザー&クラッシャー・リソワスキーなどが名を連ねていた。
これに先駆けて定期放送開始前のパイロット版的なものとして、TBSでは1967年7月30日の『週間スポーツ』枠に於いて、「パイオニア・サマー・シリーズ」第2戦をダイジェストで放送した他、同年8月4日の『スポーツ・アワー』枠においても、「ヒロ・マツダの素顔」と題してマツダを紹介した。同年8月11日に大分県立荷揚町体育館で行われた『パイオニア・サマー・シリーズ』大分大会のメインイベント（マツダ&サム・スティムボートvsロジャー・カービー&ビル・ドロモ）の模様が、当日の大会の主催者でもあった大分放送のみで、翌1967年8月12日の23:05 - 23:50に録画放映されている（モノクロ放送、解説は森忠大）。
そして1967年12月中旬から、各紙に番組の広告が掲載されるようになった。キャッチコピーは時期によって異なり、「プロレス中継に新風を吹き込むTBSのプロレス」「TBSのプロレス! 水曜のプロレス! よる7時のプロレス!」。

### レギュラー放送開始
1968年1月3日から『TWWAプロレス中継』のタイトルで、毎週水曜 19:00 - 19:55でレギュラー番組として放送開始。同時に団体名も「TBSプロレス」と名乗った。当初は日本テレビの『日本プロレス中継』とは異なり、モノクロビデオ放送だった。定期放送第1回のメインイベントは、『オープニング・ワールド・シリーズ』開幕戦日大講堂大会の実況生中継。王者ルー・テーズに草津が挑戦するTWWA世界ヘビー級選手権試合で、放送開始時間に合わせて試合が開始された。前述の記者会見で当初JNN加盟20局で放送と発表されていたためか、後年の文献ではそれが定説化されているが、ネット局の欄にあるように静岡放送は当初からのネット受けをしておらず(一説には『日本プロレス中継』を既に放送していた関係から日本テレビ・日本プロレスと同番組提供の三菱電機からの圧力により放送を取り止めたと言われる)、このことから実際は20局ネットでなかったのが事実である。これらを考慮すると、静岡放送以外にもネット受けをしなかったJNN加盟局がある可能性もあり、放送当初の正確なネット局数は不明である。
なお、このTWWA選手権は東郷の画策で1967年に設立されたいわばお手盛りのタイトルである。試合前、TBSの関係者がテーズに対し、エースに目論んでいた草津に「花を持たせる」ことをそれとなく要求する。歴戦をくぐり抜け何度となくNWA世界ヘビー級王座にも就いたテーズにとって、キャリア3年にも満たず大きな実績もない草津に負けることなど認めがたいことであり、大いに憤慨。吉原もTBS側の無礼ぶりを認めたが、「TBSに顔が立たないから表面上は了承したふりをしていてほしい。でも実際に従う必要はない」とテーズに語り、テーズも了承する。
試合が始まると、草津の受け身が未熟であることを見抜いたテーズは、必殺のバックドロップを見舞う。現在残された写真では、急角度の危険なものではなかったが、食らった草津はあえなく失神（草津自身は、実際には失神はしておらず、セコンドにいた東郷の指示で寝ていただけだと語っている）。草津はそのまま試合放棄で敗戦となり、TBSの目論みは潰れることとなった。「エース」がテレビ放映の初戦でこのような無残な負け方をするなど前代未聞であり、その後の国際の苦難の道を暗示した一戦といわれる。ライバル団体である日本プロレス関係者もこの試合を酷評し、長谷川淳三社長は「キャリア不足の草津がテーズに挑戦するなど、力道山が尊敬していたテーズを冒涜している」として、急遽本番組開始当日に蔵前国技館で興行をぶつけて興行戦争を仕掛け、かつ日本テレビで17:30からの1時間枠で特番で放送した他、当日の蔵前大会の直後にアメリカ遠征に出発するため、東京国際空港に行く途中で立ち寄ったベースボール・マガジン社（当時は神田錦町に所在）でこの試合を本番組で観戦していた上田馬之助も、「草津の試合ぶりはプロとして恥ずかしく、しかも動きが幼稚」などとコメントした。森は第1回放送にてTBSから社長賞を授与された。草津VSテーズは1月8日に行われた鹿児島県体育館大会でノンタイトル戦で再戦が行われ（この試合もテーズの勝利）、TBS労働組合のストライキのため生中継が中止となった1968年4月24日に生中継の代替として録画中継された。開始1か月間の視聴率も『日本プロレス中継』と互角で、『日本プロレス中継』を隔週金曜20時台の放送から、毎週金曜20時台への放送に変更させたほどであった。一方で、社外モニターも上田同様に厳しい評価を下し、同年1月24日に実況生中継された台東区体育館大会（テーズVSダニー・ホッジなどを放送）に関し、電通がTBSに提出した社外モニター報告書では「テーズ・ホッジは一流で、ぶざまな負け方をした杉山・豊登・草津よりも役者が上だった」などと記されている。
1968年2月19日開催の『TWWAワールド・タッグ・シリーズ』静岡県浜松市体育館大会（テレビ未放送）では、東郷とTBSプロレスとの間で、ブッキング料を巡るトラブルが発し、東郷は招聘した外国人選手全員（ファビュラス・カンガルーズのアル・コステロ&ドン・ケント、フレッド・カリー、『オープニング・ワールド・シリーズ』から残留参戦したホッジとブルドッグ・ブラワー）の試合出場をボイコットさせ、TBSも、同年2月21日放送分を1月12日開催の『オープニング・ワールド・シリーズ』九電記念体育館の録画中継に変更した。『オープニング・ワールド・シリーズ』と『TWWAワールド・タッグ・シリーズ』では万が一の際の予備で中継予定がない会場でも番組収録が行われ、一部は放送された（後述）。同時に団体名もTBSプロレスから国際プロレスへ戻った。翌2月20日には、国際プロレスが会見を開き、東郷との絶縁並びに、外国人招聘ルートをヨーロッパに変更することを発表した他、東郷と外国人選手全員も、2月23日に記者会見を開き、国際との絶縁並びに外国人選手全員を帰国させることを発表した。
1968年2月28日開幕の『日欧決戦シリーズ』からはヨーロッパルートによる外国人招聘を開始。同シリーズにはトニー・チャールズらが参戦したが、東郷とのトラブルを受けての急遽の招聘だったため観光ビザでの来日となり、開幕戦の栃木県足利市月丘高校体育館大会（実況生中継）は入場無料のチャリティー興行として開催。次期の「日・欧チャンピオン決戦シリーズ」では、ビル・ロビンソンが初来日した。
しかし、鹿児島大会における草津VSテーズ戦の放送を境に、放送形態は生中継よりも録画中継がメインとなり、全試合が録画中継というシリーズもあったため、主要スタッフが国際プロレスのサーキットに2〜3戦帯同した場合があった他、収録から1か月〜2か月後に録画中継されるケースもあった。以降の国際プロレス中継におけるこの基本的な放送フォーマットは、本番組の他にも、後継番組である東京12チャンネル（現：テレビ東京）『国際プロレスアワー』にも継承される。
テレビ中継が行われる大会は、JNN加盟局が所在する地域で行われた大会がほとんどで、JNN加盟局が所在しない地域で開催された大会を中継したのはわずか4大会しかなかった（後述）。当時のTBSは水曜日のプロ野球中継を20時からの放送としていたため、『日本プロレス中継』やNETの『NETワールドプロレスリング』同様に休止になることは殆どなかった（後述）。
当時民放1局の地域だった岩手放送（現：IBC岩手放送）・山陰放送・山陽放送（現：RSK山陽放送）・大分放送の4局では『日本プロレス中継』をネットした経験さえもなく（当時の4局は『近鉄金曜劇場』→『金曜20時台ドラマ』の同時ネット）、本番組が岩手・島根・岡山・大分の4県では初めてのプロレス放映となり、なおかつ岩手・島根・大分の3県では、テレビ岩手とテレビ大分の開局並びに日本海テレビの島根県への電波乗り入れまで、岡山県ではテレビ岡山（現：岡山放送）開局に伴う『NETワールドプロレスリング』開始までは唯一のプロレス中継番組となった他、当時『日本プロレス中継』の非ネット地域だった新潟・福岡の2県でも、新潟総合テレビ（現：NST新潟総合テレビ）と福岡放送の開局に伴う『日本プロレス中継』ネット再開まで唯一のプロレス中継番組となった。特に岩手県・宮城県の2県で行われた興行は、岩手放送と東北放送（本番組開始当時、東北地方に所在したJNN加盟局はこの2局のみだった）が当時圧倒的に強かったのも相まって、国際プロレスが日本プロレスよりも興行成績が上回っており、岩手県で行われた興行における実況生中継や番組収録も、1973年以外毎年のように盛岡市以南の東北本線沿線の各都市で行っていたほどだった（後述）。日本プロレス首脳陣も「岩手県と宮城県ではBI砲がいてもテレビ中継がなくては国際には勝てない」と言わしめたほどだった。さらに当時の国道45号沿線はプロレス興行の黄金ルートと呼ばれていた。
1968年11月4日に開幕した「第1回ワールド・チャンピオン・シリーズ」では、ロビンソン、ジョージ・ゴーディエンコ、ピーター・メイビア、ジョン・ダ・シルバなどの豪華外国人を招聘し、ロビンソンが初代IWA世界ヘビー級王者となった。1969年1月1日には、宮崎県体育館大会の生中継が行われ、2年連続の年始シリーズ開幕戦の生中継となり、翌週8日にも宮崎大会が録画中継された。同時に木村政雄のリングネームも、本名からラッシャー木村に改められた。
1968年から1969年にかけて初来日を果たした主な外国人選手には、ロビンソンやゴーディエンコ、メイビアら以外にも、「'68ワールド・サマー・シリーズ」ではワイルド・アンガス、「'68ダイナマイト・シリーズ」ではアル・ヘイズとミスター・ギロチン（初代ケンドー・ナガサキ）、「'69国際ゴールデン・シリーズ」ではダニー・リンチとパット・ローチ、「'69ワールド選抜シリーズ」ではドリー・ディクソンとアルバート・ウォール、「'69ダイナマイト・シリーズ」ではジャン・ウィルキンスとダニー・リトルベア、「'69ビッグ・サマー・シリーズ」ではスタン・ザ・ムースとオックス・ベーカー、「'69ロイヤル・シリーズ」ではバディ・コルトなどがいる。1970年には「'70新春チャレンジ・シリーズ」においてモンスター・ロシモフが初来日し、同じく初来日となるバーン・ガニアも2月3日開催の広島県立体育館大会（翌4日に録画中継）から2月9日開催の岩手県盛岡市体育館大会（3月4日に録画中継）まで特別参戦した。
1968年 - 1969年の視聴率は20%台で、1968年は年間視聴率ベスト15に入る健闘を見せた。しかし、1968年11月13日に放送された「第1回ワールド・チャンピオン・シリーズ」盛岡市体育館の実況生中継（草津&木村VSロビンソン&メイビアとIWAワールド・シリーズ公式戦の豊登VSシルバを放送）の27.2%を最後に、以降は視聴率が25%を超えることはなかった。

### カラー放送開始、金網デスマッチ中継封印、放送時間短縮
『日本プロレス中継』や『NETワールドプロレスリング』がカラー放送を始める中でモノクロ放送を続けてきた本番組であったが、「第2回ワールド・チャンピオン・シリーズ」中の1970年4月からはカラーによる生中継や番組収録に切り替わり、モノクロ中継は4月15日放送の鳥取県米子市体育館大会の録画中継（3月29日開催、草津VSグラン・ブラジミアとストロング小林&マイティ井上&サンダー杉山VSロビンソン&ジミー・ダラ&イワン・ストロゴフを放送）が最後となり、4月22日・4月29日放送の北九州市若松体育館大会の録画中継（4月13日開催）からカラー放送が開始された（但し、同年9月30日はモノクロ放送）。カラー放送初回である4月22日放送分は、草津&ロビンソンVSストロゴフ&ブラジミアと小林VSダラが放送された。
カラー放送開始から半年後の1970年10月、日本プロレス史上初の金網デスマッチである木村VSドクター・デス（1970年10月8日、大阪府立体育館）を、TBSは翌週10月14日に草津&サンダー杉山VSブルー・デモン（レス・ウォルフ）&メッサーシュミット（クラウス・カーロフ）のIWA世界タッグ選手権とのセットで、カラーにて録画放送した。金網デスマッチを放映した背景には、1970年7月 - 9月の視聴率が15%前後と低迷していたためのテコ入れだったという。しかし、その後局内でも放送の是非が問題視され、結局TBSは自主判断によりこの一戦のみで金網デスマッチの放映を封印し、同年12月12日に台東区体育館で行われた金網デスマッチ第2戦の木村vsベーカー以降は中継しないこととし（当日に行われたラリー・ヘニング&ボブ・ウィンダムVS杉山&草津のIWA世界タッグ選手権の収録は行われ、12月30日に録画中継）、以降は金網デスマッチが行われた大会では、それ以外の試合のみの録画中継となった。なお、近畿地方で開催された大会におけるデスマッチ中継は、後継の『国際プロレスアワー』も含めて、木村VSドクター・デスが最初で最後となった。しかし、木村VSドクター・デス戦を境に、視聴率は15%台を割り込むようになっていく。
この流血シーンの放送自粛処置の発端は1962年、フレッド・ブラッシーが日本プロレスに参戦していた頃、その試合中の流血をカラーテレビ（実際にはモノクロで放送）で視聴していた老人が2人ショック死したことが挙げられる。その後、日本テレビでは一時カラー放送が中止された他、『国際プロレスアワー』におけるデスマッチ中継でも流血シーンや凶器攻撃を放映しない策が講じられた。
その後、金網デスマッチは木村以外の選手も行うことになった他、録画中継を実施しない大会や、当時JNN加盟局が所在しなかった地域で行われた大会でも行われるようになっていくが、金網デスマッチが開始した翌年である1971年から放送カードに本格的に苦慮することになり、主力選手が金網デスマッチを行ったが故に3週間から約1か月もメインイベントが放送されないケースもあった。
1969年12月31日の『第11回日本レコード大賞』に伴う休止以外、放送休止がなかった本番組であったが、「'71ビッグ・チャレンジ・シリーズ」開幕直前の1971年10月20日は年末年始以外では初の放送休止となった。
デイリースポーツは、旗揚げから国際プロレスを後援していたが、1971年4月30日に開催された「第3回IWAワールド・シリーズ」品川公会堂大会（テレビ未収録）において、後援が東京新聞となっていた事にデイリースポーツが激怒。デイリースポーツは、以降における国際プロレスの後援を打ち切った。
国際プロレスは前年からのAWAとの業務提携に伴い、ブラックジャック・ランザとボビー・ヒーナンが来日した「'71ビッグ・サマー・シリーズ」以降、レッド・バスチェン、ダスティ・ローデス、バロン・フォン・ラシクなどAWAのスター選手を次々に招聘し、積極的に中継に登場させた。これが功を奏し、「'71ビッグ・チャレンジ・シリーズ」の1971年12月放送分の視聴率は平均で16%台に回復した。
TBSは「'71ビッグ・チャレンジ・シリーズ」終了直後に、1972年1月から放送時間を水曜19:00 - 19:30に短縮することを決定した。放送時間短縮の理由は、1971年に発生したニクソン・ショックによりスポンサー料が入るのが困難となり、スポンサー料を節約するために放送時間を短縮することになった。水曜19時台における1時間枠の放送は、1971年12月29日放送（12月12日開催）の埼玉県飯能市体育館大会における杉山&木村VSブロンド・ボンバーズ（ジェリー・ブラウン&バディ・ロバーツ）のIWA世界タッグ選手権および小林VSローデスのIWA世界ヘビー級選手権の録画中継をもって終了した。
1971年12月13日に猪木が日本プロレスから除名処分を受けた事に関して、吉原は「レスラーとしての猪木の実力は高く評価するが、人間としての猪木はまったく信用できない。絶対にウチのリングに上げることはない」と発言した。この事が猪木の逆鱗に触れ、猪木は1972年3月に新日本プロレス旗揚げと同時に、吉原への報復と言わんばかりに国際プロレス潰しを明言するようになる。
1972年1月5日からは水曜 19:00 - 19:30の30分枠に短縮された（短縮後の初回は「'72新春パイオニア・シリーズ」北九州市小倉区三萩野体育館大会の生中継。翌週12日にも録画中継で放送）。同年1月27日に行われた「'72新春パイオニア・シリーズ」横浜文化体育館大会にて、IWA世界ヘビー級選手権としては初の金網デスマッチとなる小林VSカーティス・イヤウケア戦が行われたが、金網デスマッチで行われるタイトルマッチであっても、当然ながら未放送となった。なお、横浜大会当日は、木村&ミスター珍VSローム・マスク（ジルベール・ボワニー）&チャールズ・ベレッツと杉山&寺西勇&大剛鉄之助VSダン・ミラー&ケニー・ジャイ&ジェリー・オーティスの2試合のみ収録された（木村&珍VSマスク&ベレッツは3月1日に、杉山&寺西&大剛VSミラー&ジャイ&オーティスは同月8日にそれぞれ録画中継）。放送時間短縮と同時に視聴率は10%前後に低下してしまう。
「第4回IWAワールド・シリーズ」では、ラシク、ロシモフ、ゴーディエンコ、ドン・レオ・ジョナサン、ホースト・ホフマンなどの豪華外国人を招聘したが、同年3月29日放送の「第4回IWAワールド・シリーズ」開幕戦札幌中島スポーツセンター大会の録画中継（3月27日開催、「第4回IWAワールド・シリーズ」公式戦のロシモフVSジョナサン）をもって、4年3か月続いた水曜19時台の放送が終了した。

### 日曜18時台時代 - 放送時間再短縮
1972年4月2日からは日曜夕方に移動し、日曜18:00 - 18:55の1時間枠での放送が復活した（1時間枠復活初回は3月27日に行われた札幌大会の録画中継の2週目）。同時に放送開始以来続いていたスポンサー付き横幕がなくなった他、放映権料が30%カットされた。また、遅れネットに変更したり、ネットを打ち切る系列局が相次ぎ、フジテレビ系アニメ（『いなかっぺ大将』『サザエさん』）などの裏番組の影響もあり、視聴率も10%を割り込む週が目立ち始める。同年5月15日には、日本テレビが『日本プロレス中継』の打ち切りを正式発表したため、プロレス中継における日本テレビ対TBSの2局対立時代は終焉を迎える。実況生中継は同年6月25日に足立区体育館で行われた「'72ビッグ・サマー・シリーズ」開幕戦（草津VSバロン・シクルナを放送）が最後となり、同年7月2日放送の茨城県立スポーツセンター体育館大会の録画中継（6月27日開催）以降は完全に録画中継のみとなった。
1972年に入ってからは金網デスマッチが行われる会場は札止めの会場もあったことから、「'72ビッグ・サマー・シリーズ」以降、国際プロレスは番組収録が行われる会場でも金網デスマッチを頻繁に組むようになったため、金網デスマッチが行われた大会における録画中継は、珍などの中堅選手も登場するようになった。これを境に番組自体は、会場の人気とは裏腹に、猪木の日本プロレス除名やジャイアント馬場の日本プロレス退団で視聴率が低迷していた『NETワールドプロレスリング』→『NET日本プロレス中継』同様に、番組の衰退傾向が進むことになる。
国際プロレスは同年9月に木村が海外遠征へ出発したものの、日本陣営は小林、草津、同年10月に凱旋帰国した井上が支え、招聘外国人選手も、「'72ダイナマイト・シリーズ」と「'72ビッグ・ウインター・シリーズ」ではロビンソンやかつて日本プロレスに参戦していたバディ・オースチン、ビル・ドロモ、ブルーザー&クラッシャーを招聘し、金網デスマッチ人気も相まって、すでに弱体化していた日本プロレスを尻目に、興行面で日本プロレスに勝るようになっていく。
同年10月1日・8日放送の「'72ダイナマイト・シリーズ」小倉大会の録画中継（9月28日開催、10月1日は小林VSロビンソンのIWA世界ヘビー級選手権を放送）から再度日曜18:25 - 18:55の30分に短縮され、この時期から1試合しか放送されなくなり、2週に分けた分割放送が恒常化していく。さらに、10月8日放送の小倉大会の録画中継の2週目から、11月5日放送の「'72ビッグ・ウインター・シリーズ」群馬県高崎市体育館大会（10月30日開催）の録画中継までの6週にわたり、番組収録が行われた会場でメインイベントやセミファイナルにて金網デスマッチを行なったため、メインイベントが未放送となる事態となったが、興行に関しては好調を維持していた。また、新日本プロレス旗揚げ当時のJNN加盟局が24局であった事もあり、JNN加盟局がある地域では、小林の知名度が猪木よりも高かった地域も少なくなかった。
「'72ビッグ・ウインター・シリーズ」では、同年11月27日に愛知県体育館で行われた初の金網タッグ・デスマッチであるブルーザー&クラッシャーVS小林&草津で暴動騒ぎが発生したが、当日は井上VSホセ・アローヨと、珍VSダイドーネ・ムッソリーニの2試合のみ収録を行っている（井上VSアローヨは12月3日に、珍VSムッソリーニは12月10日にそれぞれ録画中継）。この名古屋大会における暴動騒ぎは、中継協力局だった中部日本放送（現・CBCテレビ）の系列新聞である中日新聞の社会面で大きく取り上げられたほか、全ての在京スポーツ紙でも大きく報道された。このシリーズでは全日本プロレスを旗揚げした馬場が特別出場したが、日本テレビとの契約の関係上、馬場の試合は未放送となった。馬場が出場した2大会における番組収録は、同年11月29日東京体育館大会はブルーザー&クラッシャーVS小林&井上を、翌11月30日の茨城県立スポーツセンター体育館大会はブルーザー&クラッシャーVS小林&草津のみそれぞれ収録された（東京体育館大会は12月17日に、水戸大会は12月24日に録画中継）。この時期になると、金網デスマッチが行われた場合と行われなかった場合とでは観客動員数の差違が見られるようになる（1972年の水戸大会を例にすると、木村VSシクルナの金網デスマッチを行った「'72ビッグ・サマー・シリーズ」では超満員札止めだったが、馬場とブルーザー&クラッシャーが特別参戦したものの金網デスマッチ未開催だった「'72ビッグ・ウインター・シリーズ」では当日券が残っていた）。
1973年に入ると、国際プロレスは金網デスマッチへの依存度を増していった。全14戦で開催された「'73チャレンジ・シリーズ」では、8戦において金網デスマッチが開催され、中でも番組収録が行われた会場では、開幕戦の大田区体育館大会（2月24日開催、翌25日・3月4日に録画中継）以外の全会場で開催された（「'73チャレンジ・シリーズ」で開催された金網デスマッチの内、8戦中4戦においてマッドドッグ・バションが登場している）。同年4月1日放送の「'73チャレンジ・シリーズ」三重県四日市市体育館大会の録画中継の2週目（3月7日開催、小林VSホフマンのIWA世界ヘビー級選手権）から日曜18:00 - 18:30に放送時間が25分繰り上がった。
「'73ダイナマイト・シリーズ」では常連外国人のバションの他にも、エドワード・カーペンティア、イワン・コロフ、ターザン・タイラー、「'73ビッグ・サマー・シリーズ」ではテキサス・アウトローズ（ローデス&ディック・マードック）、「第5回IWAワールド・シリーズ」ではブラックジャック・マリガン、ラーズ・アンダーソン、ムース・ショーラック、デール・ルイス、特別参加のガニア、「'73ビッグ・ウインター・シリーズ」ではワフー・マクダニエル、ミネソタ・レッキング・クルー（ジン・アンダーソン&オレイ・アンダーソン）などをそれぞれ招聘した。
しかし放送時間再短縮後は、番組を取り巻く環境がますます悪化。1973年3月30日にはNETが『NET日本プロレス中継』を打ち切った上で翌週4月6日から新日本プロレス中継に変更して『ワールドプロレスリング』へ再改題され、同年4月18日に開幕した「'73ダイナマイト・シリーズ」中の同年4月20日には日本プロレスが崩壊し（日本プロレス崩壊当日に国際は、青森県八戸市体育館〈テレビ未収録〉で興行を行っていた）、国際プロレスVS日本プロレスの長年のライバル関係は終焉を迎える。『ワールドプロレスリング』開始後は、実況生中継を行い、録画中継でも収録の翌日から1か月後に放送し、放送カードに柔軟性を持たせた『ワールドプロレスリング』とは対照的に、国際プロレスは国際と新日本が同年4月に開催した宮城県スポーツセンターにおける興行（新日本は4月12日に開催され、4月13日に録画中継（メインは猪木VSサイクロン・ソト）。国際は4月27日に開催され、5月20日・27日に録画中継（メインは小林VSカーペンティアのIWA世界ヘビー級王座戦で1週目に放送））の様に、「'72ビッグ・ウインター・シリーズ」名古屋大会の後遺症も相まって、「'73ダイナマイト・シリーズ」放送期間中にタイガー・ジェット・シンが参戦した新日本プロレス、「第1回チャンピオン・カーニバル」を開催し、その後もアブドーラ・ザ・ブッチャー、テリー・ファンク、ハーリー・レイスなどの外国人を招聘していた全日本プロレスの後発2団体に苦戦を強いられるようになる。同年4月 - 9月の平均視聴率は、高視聴率を記録していた裏番組『科学忍者隊ガッチャマン』（フジテレビ）などの影響で5%台に低下した他、『8時だョ!全員集合』の影響で視聴率が低迷していた『全日本プロレス中継』（日本テレビ）同様、視聴率が急上昇した『ワールドプロレスリング』よりも視聴率で下回った。
さらに、日曜18時台へ移動後は、収録を行う地域の縮小が進み、甲信越は1972年6月11日放送の「第4回IWAワールド・シリーズ」新潟市体育館大会（5月4日開催、「第4回IWAワールド・シリーズ」のジョナサンVSラシクの3位決定戦と杉山&木村VSロシモフ&イワン・バイテンのIWA世界タッグ選手権）をもって、北海道は1973年5月6日放送の「'73ダイナマイト・シリーズ」札幌大会（4月25日開催）をもって、大阪府立体育館は同年7月15日・8月12日放送の「'73ビッグ・サマー・シリーズ」（7月9日開催、小林VS木村のIWA世界ヘビー級選手権は7月15日に放送）をもってそれぞれ収録が打ち切られた。
1973年9月23日・30日放送の「第5回IWAワールド・シリーズ」栃木県体育館大会（9月10日開催）をもって、1年半続いた日曜18時台における放送が終了した。朝日放送（現・朝日放送テレビ）制作の子供向け番組2番組（『好き! すき!! 魔女先生』『ふしぎなメルモ』）を終了させてまで本番組を日曜18時台に放送時間を変更させた放送は、放送開始会見でコメントしていた「子供がチャンネル主導権を握っている時間帯に設定することで、プロレス中継を家族の時間とする試み」とは裏腹に、裏番組であるフジテレビ系アニメ（『いなかっぺ大将』『サザエさん』『科学忍者隊ガッチャマン』）に子供層の視聴者を奪われる結果となった。

### 土曜ローカル枠へ - 番組終了
1973年10月6日からは土曜14:00 - 14:30のローカルセールス枠に移動した（変更初回は9月26日に行われた「第5回IWAワールド・シリーズ」後楽園ホール大会の録画中継）。番組の状況はさらに悪化し、同時に遅れネットに変更する系列局も相次いだ他、視聴率も「'74パイオニア・シリーズ」では3〜5%と低迷した。東海地方で行われた試合の収録も、同年10月13日・20日放送の「第5回IWAワールド・シリーズ」愛知県体育館大会（9月27日開催、ガニアVS小林のAWA世界ヘビー級選手権は10月20日に放送）をもって打ち切られた。同年10月27日・11月3日に放送された「第5回IWAワールド・シリーズ」長崎国際体育館大会（10月10日開催、草津VSアンダーソンは1週目に、木村VSマリガンは2週目に放送）では、1週目の放送において初めてプロ野球中継（巨人VS南海の日本シリーズ、NHK総合テレビと日本テレビ系列で中継）の裏番組となった。「'73ビッグ・ウインター・シリーズ」以降は、東北、関東、中国、九州で行われた試合の収録のみとなった。この頃から、業界内では番組打ち切りの噂が流れるようになった。
1973年10月27日に開幕した「'73ビッグ・ウインター・シリーズ」では、北海道サーキットからの開幕であったために、最初の収録が同年11月2日に開催された第6戦宮城県スポーツセンター大会（11月10日と24日に録画中継、小林VSバスチェンのIWA世界ヘビー級選手権は11月10日に放送）で、同年11月4日開催の茨城県神栖町体育館大会との交互放送となり（神栖大会は11月17日と12月1日に録画中継、木村&草津VSミネソタ・レッキング・クルーのIWA世界タッグ選手権は12月1日に放送）、同年11月30日に開催された後楽園大会の2週目の放送は、翌年の1974年1月5日に放送するといった有様だった（メインのマクダニエルVS小林のIWA世界ヘビー級選手権試合は1週目である1973年12月29日に放送）。
1974年1月5日に開幕した「'74パイオニア・シリーズ」では、開幕戦の北九州市小倉区三萩野体育館大会、1月12日に岡山武道館大会、1月19日に川崎市体育館大会、1月25日に茨城県立スポーツセンター体育館大会、1月26日に足立区体育館大会、1月28日に岩手県営体育館大会の番組収録をそれぞれ行った。この時期には、森はTBS運動部を離れていた。しかしTBSは1974年1月30日に行われた番組編成会議において、3月一杯での打ち切りを決定し、これに伴い番組収録も「'74パイオニア・シリーズ」をもって終了することとなった。
『ワールドプロレスリング』の高視聴率により軌道に乗っていた新日本プロレスは、吉原への報復と言わんばかりに新間寿による小林の引き抜き工作に動き、小林は本番組の最終収録となった「'74パイオニア・シリーズ」盛岡大会の4日後である1974年2月1日に開催された「'74パイオニア・シリーズ」札幌中島スポーツセンター大会（テレビ未収録）当日、国際に対して辞表を提出した。同時期には常連外国人であったロシモフ改めアンドレ・ザ・ジャイアントが新日本プロレスへ移籍し、アンドレは同年2月22日に開幕した「'74ビッグ・ファイト・シリーズ」から新日本に参戦した。国際プロレス退団・新日本プロレス移籍後も小林の試合は放送され、同年2月16日放送の川崎大会におけるビル・ワットとのIWA世界ヘビー級選手権（1月19日開催）、同年3月9日放送の足立区大会における小林&草津VSブロンド・ボンバーズ戦（1月26日開催）、同年3月19日に行われた猪木VS小林戦直前である同年3月16日放送の盛岡大会におけるペドロ・サムソン戦がそれぞれ放送された。そして同年3月30日放送の盛岡大会における草津vsワット戦をもって、6年3か月続いた番組が終了した（関東地区）。猪木VS小林戦は同年3月22日に『ワールドプロレスリング』にて録画中継されたため、猪木VS小林戦は足立区大会の2週目並びに最終回となった盛岡大会の2週目よりも先行して放送される格好となった。最終回となった盛岡大会におけるメインイベントは、木村&アニマル浜口VSブロンド・ボンバーズ戦であったが未放送となった。

## 放送終了後
TBSでの打ち切りが決定すると吉原は、森に相談を持ち掛けた。森は早大での恩師である大軒順三日本経済新聞社会長に、日経の関連会社である東京12チャンネル（現・テレビ東京）によるテレビ中継再開を嘆願し、東京12チャンネルの『月曜スポーツスペシャル』枠にて単発で3回放送された後、1974年9月23日から『国際プロレスアワー』のタイトルでレギュラー放送を開始。金網デスマッチやチェーン・デスマッチなどの各種デスマッチも放送され、1981年3月28日までレギュラー放送された。また、TBSは本番組を以って、他系列から一足早くレギュラー放送におけるプロレス中継から完全撤退した。
後に森は、本番組の打ち切りに関して、「バラエティでは『8時だョ!全員集合』が天下を取っており、『報道のTBS』と言われるほどTBSは高視聴率を取っていたが、本番組の視聴率はTBSとしては物足りない数字だった」と述べている他、吉原からは「お前は産婆から葬儀屋までやってくれたな」と言われたという。
後にTBSは長州力が旗揚げしたジャパンプロレスのレギュラー中継を1986年4月から放送を開始することを計画していたが、TBS上層部に、本番組打ち切りがきっかけでプロレス中継に嫌悪感を持っていた人物がいたこと、『全日本プロレス中継』（日本テレビ）が1985年10月にゴールデンタイムに復帰する際、日本テレビがジャパンプロレスに好条件を与えたことからTBSにおけるレギュラー中継は立ち消えとなり、TBSにおけるジャパンプロレス中継は1985年12月22日の『ザ・スペシャル』枠における単発放送にとどまった。
その後もTBSは単発特番でプロレス中継を放送し、1992年に『ギミア・ぶれいく』で放送された大仁田厚VSタイガー・ジェット・シンのノーピープル・ノーロープ電流爆破デスマッチは、TBSでは前述の木村VSドクター・デス以来22年ぶりのデスマッチ中継となった。

## 中継スタッフ

### 実況
- 渡辺謙太郎
- 石川顯
- 山田二郎
- 新村尚久

### 解説
- 吉原功

## ネット局
- 系列は当時の系列。

| 放送対象地域           | 放送局       | 系列                                 | 備考                                                                                     |
| ---------------------- | ------------ | ------------------------------------ | ---------------------------------------------------------------------------------------- |
| 関東広域圏             | 東京放送     | TBS系列                              | 制作局 現：TBSテレビ                                                                     |
| 北海道                 | 北海道放送   | TBS系列                              |                                                                                          |
| 岩手県                 | 岩手放送     | TBS系列                              | 現：IBC岩手放送                                                                          |
| 宮城県                 | 東北放送     | TBS系列                              |                                                                                          |
| 山梨県                 | テレビ山梨   | TBS系列                              | 1970年4月開局から                                                                        |
| 新潟県                 | 新潟放送     | TBS系列                              | 1972年3月をもって一旦中断 1972年10月から、1973年3月打ち切り                              |
| 長野県                 | 信越放送     | TBS系列                              |                                                                                          |
| 静岡県                 | 静岡放送     | TBS系列                              | 1971年4月7日開始、1972年3月29日打ち切り                                                  |
| 石川県                 | 北陸放送     | TBS系列                              | 1972年3月打ち切り                                                                        |
| 中京広域圏             | 中部日本放送 | TBS系列                              | 現：CBCテレビ 1973年10月以降は土曜深夜に遅れネットを行ったもよう                         |
| 近畿広域圏             | 朝日放送     | TBS系列                              | 現：朝日放送テレビ 1973年10月以降は日曜深夜に遅れネット                                  |
| 島根県 →島根県・鳥取県 | 山陰放送     | TBS系列                              | 1972年9月までの放送免許エリアは島根県のみ 1972年10月から相互乗り入れに伴い鳥取県でも放送 |
| 岡山県                 | 山陽放送     | TBS系列                              | 現：RSK山陽放送 当時の放送免許エリアは岡山県のみ                                         |
| 広島県                 | 中国放送     | TBS系列                              | [ 58 ]                                                                                   |
| 山口県                 | テレビ山口   | TBS系列 フジテレビ系列 NETテレビ系列 | 1970年4月開局から放送                                                                    |
| 福岡県                 | RKB毎日放送  | TBS系列                              | 1973年4月以降は日曜深夜に遅れネット                                                      |
| 長崎県                 | 長崎放送     | TBS系列                              |                                                                                          |
| 大分県                 | 大分放送     | TBS系列                              | [ 21 ]                                                                                   |
| 宮崎県                 | 宮崎放送     | TBS系列                              |                                                                                          |
| 鹿児島県               | 南日本放送   | TBS系列                              | [ 60 ]                                                                                   |
| 沖縄県                 | 琉球放送     | TBS系列                              | ネット開始時期不明                                                                       |

### ネット局に関する備考
本番組をネットしていた系列局の中には、『日本プロレス中継』→『全日本プロレス中継』（日本テレビ）や、『ワールドプロレスリング』（NETテレビ→テレビ朝日）もネットしていた局もあったが、『国際プロレスアワー』をネットしたTBS系列局は北海道放送と山陽放送の2局のみであった。
IBC岩手放送・テレビ山梨・朝日放送テレビの3局は『ワールドプロレスリング』放送開始までプロレス中継のネットから一時撤退した他、本番組終了後もプロレス中継自体が残った信越放送・北陸放送・静岡放送・テレビ山口・長崎放送・大分放送・宮崎放送・南日本放送・琉球放送以外の各局は、本番組を以ってプロレス中継のネットから完全撤退した。『日本プロレス中継』→『全日本プロレス中継』のネットを継続した信越放送・北陸放送・長崎放送・南日本放送は後にテレビ信州・テレビ金沢・テレビ長崎→長崎国際テレビ・鹿児島テレビ（1975年4月から1992年3月まで）→南日本放送（1992年4月から1994年3月まで）→鹿児島読売テレビへ放映権が移行した他、日曜18時台の時代は、南日本放送のように当該時間帯に本番組ではなく『全日本プロレス中継』をネットしていた局もあった。『ワールドプロレスリング』のネットを継続した静岡放送・テレビ山口・長崎放送・大分放送は後に静岡朝日テレビ・山口放送→山口朝日放送・長崎文化放送・大分朝日放送へ放映権が移行した。テレビ山口は1978年9月まで『ワールドプロレスリング』を月曜20時からの3日遅れネットで放送していた他、長崎放送は1979年3月まで『全日本プロレス中継』を同時ネットで放送していた。宮崎放送・琉球放送は『日本プロレス中継』→『全日本プロレス中継』のネットを継続したものの、途中打ち切りとなっている。
IBC岩手放送・テレビ山梨・朝日放送テレビの3局は後に『ワールドプロレスリング』のネットを開始したことでプロレス中継のネットを再開し（朝日放送テレビは、1975年4月に腸捻転解消に伴う毎日放送からの放映権移行によるもので、IBC岩手放送は、1980年のテレビ岩手における打ち切り以来、1983年4月に岩手県におけるネットが3年ぶりに再開したことによるものである）、朝日放送テレビは2022年現在も放送しているほか、IBC岩手放送は1996年10月に岩手朝日テレビへ放映権が移行している一方で、テレビ山梨は途中打ち切りとなっている。

## DVD
本番組で放送された一部の試合は、ポニーキャニオンによってDVD化がなされている。
- 『不滅の国際プロレス』 - 2007年3月にポニーキャニオンより発売。

なお、『ワールドプロレスリング』『全日本プロレス中継』とは異なり、TBSチャンネルによるアーカイブ放送は実施していない他、『国際プロレスアワー』共々「Paravi」での配信は実施していない。

## その他
- 水曜19時台時代には、スズキ、フマキラー、龍角散、コニカなどがスポンサーに付き、スポンサー付き横幕が張られていたが[62]、1972年4月の日曜18時台への放送時間変更と同時に横幕は「INTERNATIONAL WRESTLING ENTERPRISE 国際プロレス」に変更された（『国際プロレスアワー』の極初期まで）[63]。
- 特別番組などによる放送休止は、1969年12月31日、1971年10月20日、1971年11月3日、1972年5月14日の4回しかない。そのため、後継の『国際プロレスアワー』よりも放送期間が短かったにもかかわらず、放送休止が頻発していた『国際プロレスアワー』よりも多い317回が放送された（『国際プロレスアワー』は286回）。
- 放送初期にはトラブルにより放送内容が変更されたケースがあった[64]。
  - 1968年2月21日放送分はグレート東郷が外人勢の出場をボイコットさせたため、同年1月12日に行われた九電記念体育館大会（ルー・テーズ&豊登他）の録画中継に変更された。
  - 1968年4月24日放送分は当初は埼玉県熊谷市民体育館からの生中継（サンダー杉山&豊登VSトニー・チャールズ&ビル・ロビンソンのTWWA世界タッグ選手権試合）を予定していたが、TBS労働組合のストライキで生中継が中止となり、同年1月8日に行われた鹿児島県体育館大会（グレート草津VSテーズ他）の録画中継に変更された。
- JNN加盟局が所在しない地域で行われた試合における中継は、1968年4月10日放送の「日・欧チャンピオン決戦シリーズ」山口県岩国市体育館大会の録画中継（4月8日開催でモノクロ中継、ロビンソンVS杉山のヨーロッパ・ヘビー級選手権試合他）、同年4月17日放送の同シリーズ佐賀県唐津市体育館大会の生中継（モノクロ中継、豊登&杉山VSチャールズ&ジョン・リーズのTWWA世界タッグ選手権試合）、1970年4月15日放送の「第2回ワールド・チャンピオン・シリーズ」鳥取県米子市体育館大会（3月29日開催でモノクロ中継）の録画中継、1971年9月29日放送の「'71ダイナマイト・シリーズ」米子大会（9月16日開催でカラー中継）の録画中継の4大会しかない（放送当時はテレビ山口は未開局、佐賀県にはTBS系列局は現在も所在しない、山陰放送の放送エリアは1972年9月21日までは島根県のみ）[65]。このうち米子大会は、「第2回ワールド・チャンピオン・シリーズ」は前述の通り最後のモノクロ中継となり、「'71ダイナマイト・シリーズ」は前述の台東区大会同様にIWA世界タッグ選手権試合（レッド・バスチェン&ビル・ハワードVSストロング小林&杉山）とラッシャー木村VSオックス・ベーカーの金網デスマッチであった（IWA世界タッグ選手権試合は放送、木村VSベーカー戦は当然ながら放送なし）[31]。なお、山陰放送の鳥取県への電波相互乗り入れ後における鳥取県で行われた試合の録画中継に関しては、1972年10月15日放送の「'72ダイナマイト・シリーズ」米子大会の録画中継（10月11日開催）のみ放送され、この興行も金網デスマッチが行われたものの（小林VSビル・ドロモ[66]）、当然ながら未放送となった他[36]、テレビ山口開局後における山口県で行われた試合の中継は、後継の『国際プロレスアワー』も含めて一回もなかった他（テレビ山口は『ワールドプロレスリング』の制作協力には関わっていた）、鳥取県と佐賀県の2県で行われた試合の中継も、後継の『国際プロレスアワー』では一回もなかった。
- 生中継や番組収録が行われた大会は、北海道、岩手県、宮城県、福島県、関東地方各都県、甲信越地方各県、東海地方各県、大阪府、鳥取県、岡山県、広島県、山口県、福岡県、佐賀県、長崎県、大分県、宮崎県、鹿児島県で行われた試合であった。
  - 後継の『国際プロレスアワー』でも生中継や番組収録が行われた地域の内、大阪府・広島県・大分県・鹿児島県で収録された試合は、全て大阪府立体育館・広島県立体育館・大分県立荷揚町体育館・鹿児島県体育館で行われた試合であり、近畿地方で収録された試合は全て大阪府立体育館で開催された試合であった他、北海道で収録された試合は1969年8月20日に生中継された岩見沢市スポーツセンター大会以外全て札幌中島スポーツセンターで行われた試合であった[67]。なお、1971年と1972年は大阪府立体育館で行われた試合の中継は行われず、1973年1月7日と1月14日に録画中継された『'73新春パイオニア・シリーズ』大阪府立体育館大会（1月6日開催）は、前述の『'70ダイナマイト・シリーズ』以来、2年3か月ぶりに大阪府立体育館で行われた興行における番組収録となった。
  - 本番組が放送されていた当時、東京23区内におけるビッグマッチは主に大田区体育館、東京都体育館、足立区体育館を使用していた。『国際プロレスアワー』時代に東京23区内における国際プロレスのビッグマッチ会場となる後楽園ホールで収録された試合は、1970年4月16日（5月6日に録画中継）・1973年9月26日（10月6日に録画中継）・1973年11月30日（1973年12月29日と1974年1月5日に録画中継）の3回しかない。これは、日本プロレスが国際プロレスに対し、日本プロレス崩壊まで後楽園ホールを使用不可にするという妨害工作（妨害工作の主導役は遠藤幸吉）をかけていたためである[17][68]。また、東京12チャンネルへの放映権移行後は、東京都体育館における興行は行われなかった他、大田区体育館における興行も2回にとどまるなど、東京23区内における興行は後楽園ホール中心で行われることになる。
  - 当時JNN加盟局が所在していた地域で行われた大会でも、実況生中継や番組収録が1回のみだった県があり、山梨県は1971年4月21日放送の「第3回IWAワールド・シリーズ」富士急ハイランド大会（4月4日開催）のみ、福島県は1971年8月4日放送の「'71ビッグ・サマー・シリーズ」福島県立体育館大会（7月9日開催）のみ、静岡県は1972年2月9日放送の「'72新春パイオニア・シリーズ」富士市民体育館大会（1月20日開催）のみそれぞれ放送された。この3県の『国際プロレスアワー』における番組収録は、福島・山梨両県が各2回に増加した他、静岡県は「1977ダイナマイト・シリーズ」から特番枠再移行後の最後のシリーズとなった「'81ダイナマイト・シリーズ」まで、1977年から1981年まで、東海道本線や国道1号沿線の主要都市で毎年行われるなど大幅に増加した。
  - 本番組と後継の『国際プロレスアワー』の両方で実況生中継を行った会場は、日大講堂と宮城県スポーツセンターの2か所のみであった。後継の『国際プロレスアワー』における関東地方以外の大都市で行われた試合の中継に関しては、東京12チャンネルが開始当初は関東地方で行われた会場のみで中継を行うという方針などにより、札幌中島スポーツセンターで行われた大会の中継は3回のみに、宮城県スポーツセンター、愛知県体育館、九電記念体育館で行われた大会の中継も各1回のみに、広島市と北九州市で行われた大会の中継は1回も行われないなど、本番組よりも大幅に減少することになった他、『国際プロレスアワー』は、愛知県・大阪府・広島県の3府県では放送されず、福岡県ではテレビ西日本が1976年4月から放送を開始したものの、1980年3月に途中打ち切りとなっている。なお、広島市で行われた国際プロレスの興行における中継は、1969年10月1日放送の「'69ロイヤル・シリーズ」広島県立体育館大会（9月21日開催でモノクロ中継）と1970年2月4日放送の「'70新春チャレンジ・シリーズ」広島県立体育館大会（2月3日開催でモノクロ中継、メインは草津&杉山VSモンスター・ロシモフ&マイケル・ネイダーのIWA世界タッグ王座戦）のみ放送された他、後継の『国際プロレスアワー』で広島県にて行われた興行における番組収録は、『国際プロレスアワー』レギュラー放送最終回の前回である府中市商工会議所大ホール大会の1回のみであった。
  - 前述の岩手県と宮城県で収録された試合は、岩手県は1973年を除き、盛岡市以南の都市（盛岡市・花巻市・江刺市・水沢市・一関市）で行なわれた試合を放送したが、金網デスマッチが開始されて以降は、1971年6月30日放送の「第3回IWAワールド・シリーズ」花巻市体育館大会（5月20日開催）の録画中継以降はすべて金網デスマッチが行われない会場のみで実況生中継や番組収録が行われた他、1972年7月23日・7月30日放送の「'72ビッグ・サマー・シリーズ」江刺市体育館大会（7月4日開催）の録画中継以降は、本番組最終回となった「'74パイオニア・シリーズ」岩手県営体育館大会（1974年3月16日と3月30日に録画中継）以外、岩手県で行われた興行からテレビ中継は外された。宮城県は1974年を除き、宮城県スポーツセンターと仙台市レジャーセンターで行われた試合のみ放送された[67]。前述の愛知県体育館における金網デスマッチ暴動事件から本番組の最終シリーズである「'74パイオニア・シリーズ」までにおける岩手・宮城両県における興行は、岩手県は1973年4月28日開催の「'73ダイナマイト・シリーズ」江刺市体育館大会（テレビ未収録）と本番組最終回となった「'74パイオニア・シリーズ」盛岡大会の2大会のみ、宮城県は1973年に開催された宮城県スポーツセンター大会の2大会のみ（前述の「'73ダイナマイト・シリーズ」と「'73ビッグ・ウインター・シリーズ」）と大幅に減少したが[69][70]、本番組打ち切り直前の1974年3月26日に宮城県スポーツセンターで開幕した「'74チャレンジ・シリーズ」以降は、金網デスマッチ暴動事件以前の水準までに回復した。なお、岩手・宮城両県では後継の『国際プロレスアワー』は放送されず、国際プロレスの興行自体も、岩手放送と東北放送の競合局であるテレビ岩手とミヤギテレビでテレビ中継を行っていた全日本プロレスや、テレビ岩手とミヤギテレビ→東日本放送でテレビ中継を行っていた新日本プロレスに興行成績で下回るようになっていき、岩手・宮城両県で行われた『国際プロレスアワー』における実況生中継や番組収録も各3回と本番組よりも大幅に減少し、仙台市における興行は1979年をもって、盛岡市における興行は1980年にそれぞれ撤退に追い込まれた他、『国際プロレスアワー』レギュラー放送最終回も宮城県泉市民体育館で迎えることになる。
  - 九州地方で行われた興行における生中継や番組収録は、前述の通り熊本県を除く各県で行われた興行で、「オープニング・ワールド・シリーズ」から本番組における最終シリーズである「'74パイオニア・シリーズ」まで毎年行われたが、九州地方で行われた『国際プロレスアワー』における実況生中継や番組収録は福岡県・大分県・鹿児島県で行われた興行の計4回と本番組よりも大幅に減少し、宮崎市における興行は1978年をもって、福岡市における興行は1979年をもって、大分市・熊本市・鹿児島市における興行は1980年をもってそれぞれ撤退に追い込まれたが、長崎市における興行は国際プロレス崩壊の年である1981年まで開催された。
  - 当時JNN加盟局が所在し、かつ本番組で生中継や番組収録が行われなかった試合が所在した地域の内、滋賀県、京都府、和歌山県、兵庫県で行われた試合は後継の『国際プロレスアワー』で放送された一方で、石川県、奈良県、島根県、高知県、熊本県、沖縄県で行われた試合の中継は後継の『国際プロレスアワー』も含めて1回もなかった（本番組放送当時は、国際プロレスの沖縄県での興行は1回もなかった他、高知県における興行も1976年の「'76勇猛シリーズ」をもって撤退していた）[71]。尚、北陸放送、熊本放送、琉球放送の3局は、『日本プロレス中継』→『全日本プロレス中継』の中継協力には関わっていた。
- 放送時間短縮後の放送フォーマットは、『全日本プロレス中継』や『ワールドプロレスリング』（2番組とも放送時間短縮後）、『プロレスリング・ノア中継』（日本テレビ）と似通ったフォーマットで、分割放送の上かつ1〜2試合しか放送されず、2週に分けての分割放送が恒常化していた。
- 本番組が放送されていた当時の国際プロレスのパンフレットには、表紙に「主催 IWE（国際プロレス）」・「協賛 東京放送（TBSテレビ）」と記載されていた。「'74チャレンジ・シリーズ」は表紙における記載が「主催 IWE（国際プロレス）」のみとなり、「'74チャレンジ・シリーズ」後でかつ東京12チャンネルにおける中継初のシリーズである「'74ダイナマイト・シリーズ」からはパンフレットのサイズがA4判に変更された。
- 国際プロレスと東京スポーツとの関係は、プロレス面を日本プロレス、新日本プロレス、全日本プロレス中心で掲載していた他、桜井康雄が日本プロレス→新日本プロレス、山田隆が日本プロレス→全日本プロレスをそれぞれ担当するなど、本番組放送当時から良くなかった[68]。小林が国際プロレスを退団した際、後継の『国際プロレスアワー』の解説を務めることになる門馬忠雄が吉原の元へ取材に行ったところ、吉原は門馬に対して「何しに来た!」と怒鳴りつけたという[72]。この関係は国際プロレス崩壊まで続くことになる[68]。デイリースポーツとの関係も、「'71ビッグ・サマー・シリーズ」以降は関係が悪化し[37]、デイリースポーツのお膝元である神戸市における興行は、1975年9月に撤退に追い込まれた。
- 後継の『国際プロレスアワー』自体も、TBS制作番組に視聴率などで逆に苦しめられることになる。月曜20時台時代は『ナショナル劇場』に、土曜20時台時代は本番組最末期の6時間後に放送されていた『8時だョ!全員集合』（杉山も1970年10月24日放送分にゲスト出演していた[1]）に太刀打ちすることが出来ず、『国際プロレスアワー』のTBSにおける裏番組が、1979年〜1981年と3年連続でTBSの年間最高視聴率を記録するなど、最終的に1981年3月にレギュラー放送が打ち切られる結果となった[73][74]。
- 本番組の番組収録で行われた会場でデスマッチを行った外国人選手で、後継の『国際プロレスアワー』のデスマッチ中継に登場したのは、ベーカーとベンジー・ラミレス（ザ・キラー）の2人のみであった。ダニー・リンチとマッドドッグ・バションは東京12チャンネルへの放映権移行後も国際プロレスに参戦してデスマッチを行ったが、東京12チャンネルが1977年の「'77新春パイオニア・シリーズ」まで関東地方で行われた会場のみでしか中継を行わなかったため放送されなかった（2人が行ったデスマッチは関東地方以外の会場で行われていた）。東京12チャンネルへの放映権移行後にはドロモとディック・ザ・ブルーザーも国際プロレスに参戦したが、2人ともデスマッチは行わなかった。6人が本番組の番組収録で行われた会場で行われたデスマッチは、ベーカーが前述の「'70ビッグ・ウインター・シリーズ」台東大会、「'71ダイナマイト・シリーズ」の米子大会と1971年9月20日開催の九電記念体育館大会（10月6日に録画中継）、リンチが1971年11月12日開催の「'71ビッグ・チャレンジ・シリーズ」千葉県銚子市体育館大会（11月17日と11月24日に録画中継）、ドロモが前述の「'72ダイナマイト・シリーズ」米子大会、ラミレスが1972年10月16日開催の「'72ダイナマイト・シリーズ」神奈川県大和市車体工業体育館大会〈10月22日に録画中継）[66]、ブルーザーが前述の「'72ビッグ・ウインター・シリーズ」名古屋大会、バションが1973年2月25日開催の「'73チャレンジ・シリーズ」群馬県スポーツセンター大会（3月11日・3月18日に録画中継）、3月16日開催の同シリーズ東京都町田市体育館大会（4月8日と4月15日に録画中継、小林VSバションのIWA世界ヘビー級王座戦）、5月15日開催の「'73ダイナマイト・シリーズ」埼玉県大宮スケートセンター大会（6月17日に録画中継）でそれぞれ行われた。本番組放送当時に国際プロレスに所属していた日本人選手では、木村、草津、マイティ井上、アニマル浜口、大位山勝三の5人が『国際プロレスアワー』のデスマッチ中継に登場している。木村と大位山以外の4人が本番組の番組収録で行われた会場で行われたデスマッチの初戦は、草津が1972年6月30日開催の「'72ビッグ・サマー・シリーズ」岐阜市民センター大会（7月16日に録画中継）におけるバロン・シクルナ戦、浜口が前述の「'73ビッグ・サマー・シリーズ」大阪大会におけるバディ・ウォルフ戦、井上が前述の「'73ビッグ・ウインター・シリーズ」仙台大会における井上&浜口VSミネソタ・レッキング・クルー（オレイ・アンダーソン&ジン・アンダーソン）戦であった（いずれも金網デスマッチ）[75]。大位山は本番組放送当時はデスマッチを行っていなかったほか、寺西勇、鶴見五郎、田中忠治は『国際プロレスアワー』の番組収録が行われた会場でデスマッチを行ったものの、放送はされなかった。『国際プロレスアワー』のデスマッチ中継自体も、中京広域圏や近畿広域圏で開催されたデスマッチは中継されなかった（両地域とも月曜20時台時代は放送尺の都合で未放送としたり、事実上デスマッチ中継を封印していた土曜20時台時代に開催していた）。
- 現在TBS系列局で他系列も含む全国ネットのプロレス中継放送を放送している局は、テレビ高知が放送している『ワールドプロレスリング』のみとなっている[76]。